# Chazaliella obanensis
Chazaliella obanensis är en måreväxtart som först beskrevs av Herbert Fuller Wernham, och fick sitt nu gällande namn av Ernest Marie Antoine Petit och Bernard Verdcourt. Chazaliella obanensis ingår i släktet Chazaliella och familjen måreväxter. IUCN kategoriserar arten globalt som sårbar. Inga underarter finns listade i Catalogue of Life.